# Sellindge
Sellindge is een civil parish in het bestuurlijke gebied Folkestone & Hythe, in het Engelse graafschap Kent met 1601 inwoners.